# ズジスワフ・ベクシンスキー
ズジスワフ・ベクシンスキー、又はゾディソワフ・ベクシンスキー（ポーランド語: Zdzisław Beksiński [ˈzd͡ʑiswaf bɛkˈɕiɲskʲi]、1929年2月24日 - 2005年2月21日）は、ポーランドの画家、写真家、芸術家。

## 概略
主に死、絶望、破損、廃退、廃墟、終焉などをモチーフに扱い、不気味さや残酷さと同時に荘厳な美しさを感じさせる画風が特徴。独特の世界観から多くの支持を得た画家である。作品自体は退廃的で「終焉の画家」と呼ばれるほどだが、彼自身は人当たりが良く少し内向的で、人との会話をよく楽しんだという。だが、政治不信、マスコミ嫌い等があり、普段は隠居のように暮らし制作に没頭していた。他の芸術に触れることも嫌ったため、ポーランド語以外は話さず、ポーランドから出ることも生涯なかった。
彼の作品にはすべてタイトルがついておらず、作品の理論付けや詮索を非常に嫌った。作品を描く際は、常に大音量のクラシック音楽をかけ、どこへ行くにもクラシック音楽を共にしていた。作品はバロックとゴシックに技法を分けており、最後5年ほどに手がけた作品はほとんどがゴシックである。1990年以降はそれらに加えて、コンピューターグラフィックスで写真を加工する作品も手がけ、死ぬ間際まで関心を持ち制作を行っていた。

## 来歴
ポーランド南東部のサノク出身。少年時代にナチス・ドイツのポーランド侵攻を経験している。
祖父や父が建築関係者ということで、クラクフ工業大学建築設計学部に入学。卒業後は建築業務で現場監督をするも不満を抱き、芸術の道へ進んだ。
1964年、初個展では作品の全てに買い手がつき、すぐさまポーランドの代表的な近代芸術家として認知された。当初は抽象画を描いていたが、1960年代の間に独自のゴシック的でシュルレアリスム的な、あるいは幻想的リアリズムと称される画風に移行する。
1998年、妻が亡くなる。1999年のクリスマスイブ、ポーランドの人気ラジオパーソナリティだった音楽評論家の息子トマシュ・ベクシンスキーが、薬物の過剰摂取により自殺した。ベクシンスキーはトマシュの死との折り合いを付けられず、『もし私がくたばった時に備えて、Tomek（息子の愛称）へ』と綴った手紙を壁にピンで留めていた。　
2005年2月22日、ベクシンスキーが自宅で頭部と胸部を何度も刺され殺害されているのが発見された。75歳だった。ベクシンスキーの長年の友人であり、生活の世話もしていた人物の19歳の息子が主犯として、その従兄弟の16歳少年が共犯としてのちに逮捕された。借金の頼みを断られたことが犯行の動機とされている。主犯の男には懲役25年が言い渡され、2007年に刑が確定した。

## ギャラリー

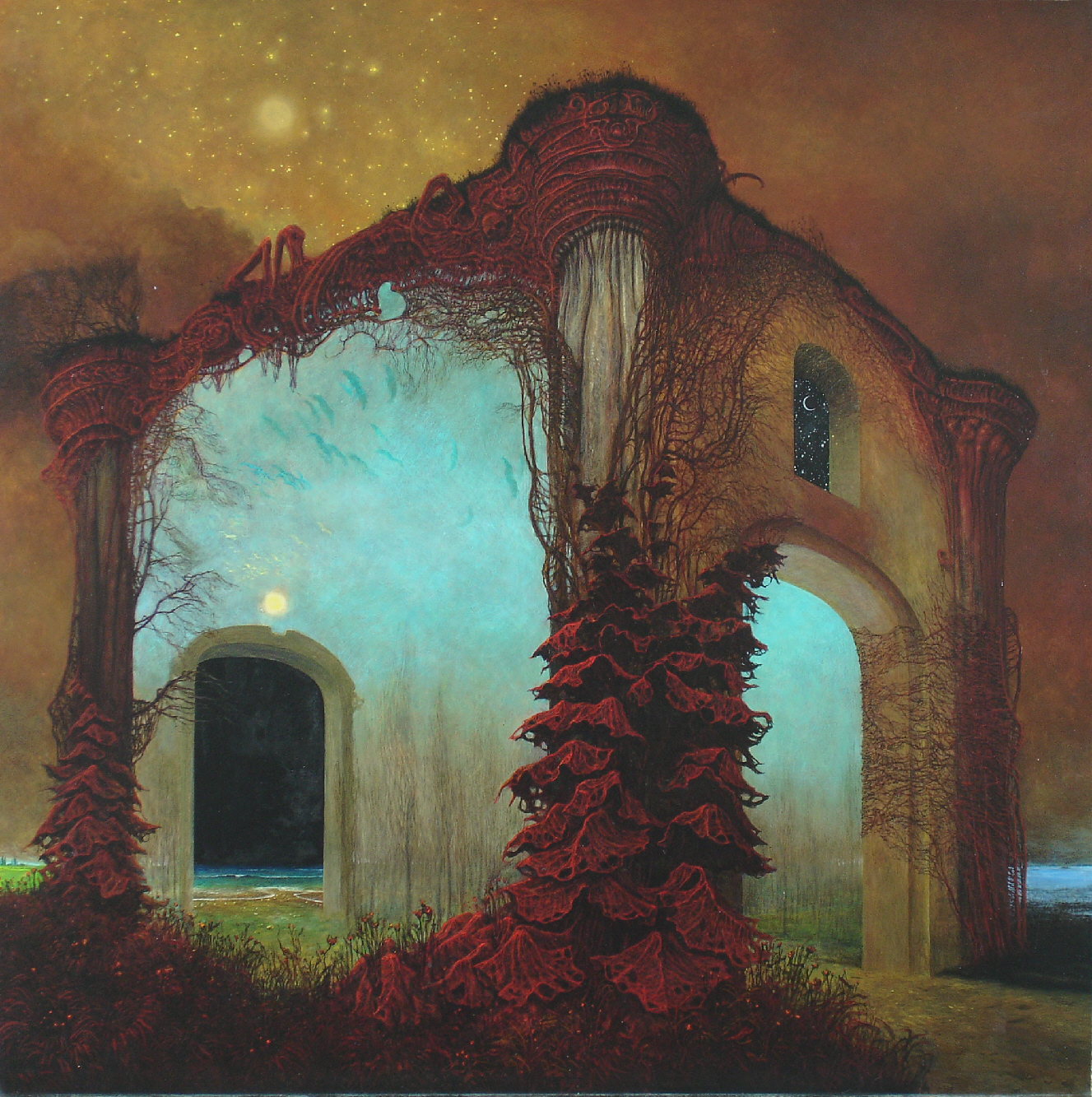
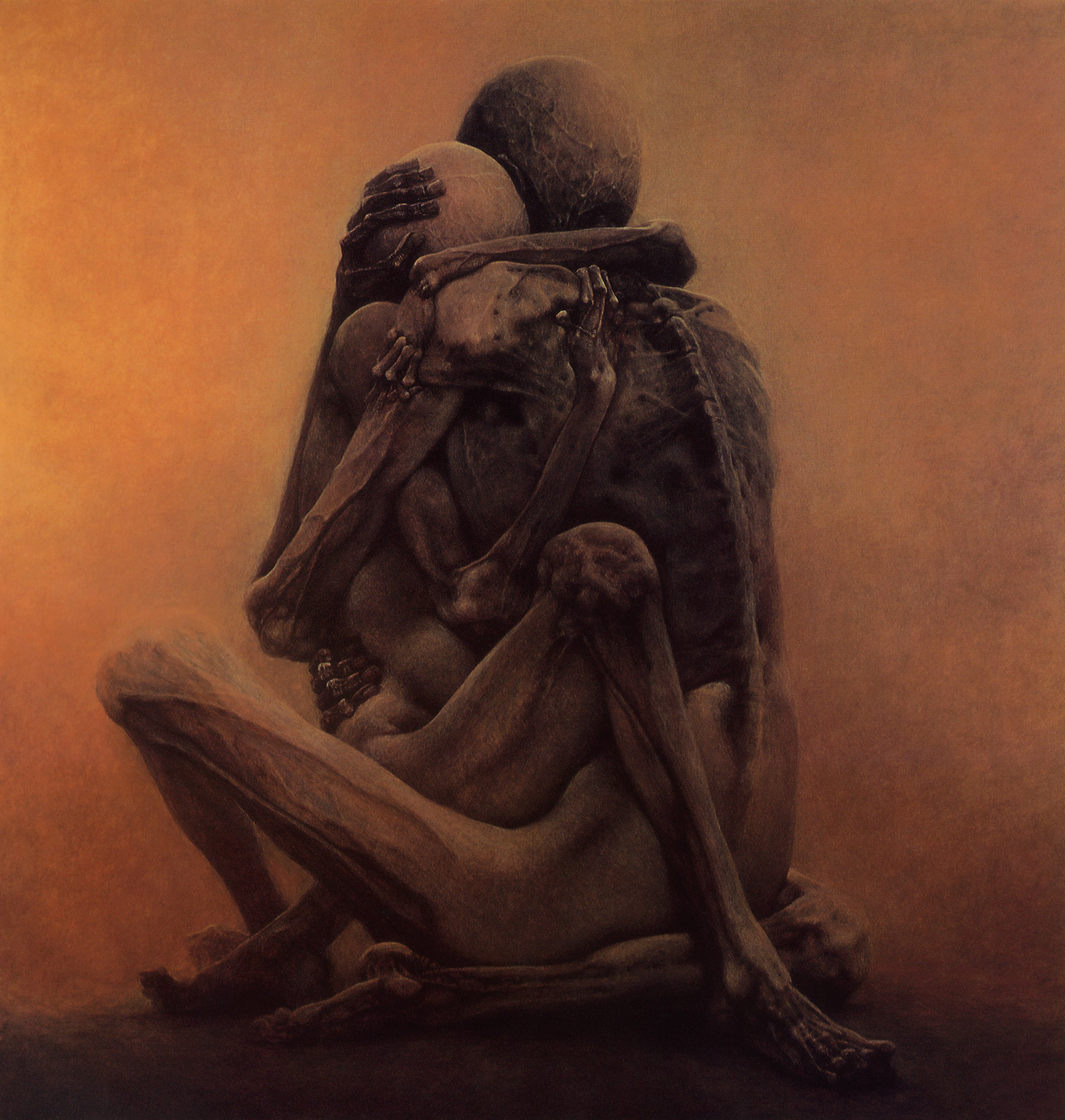
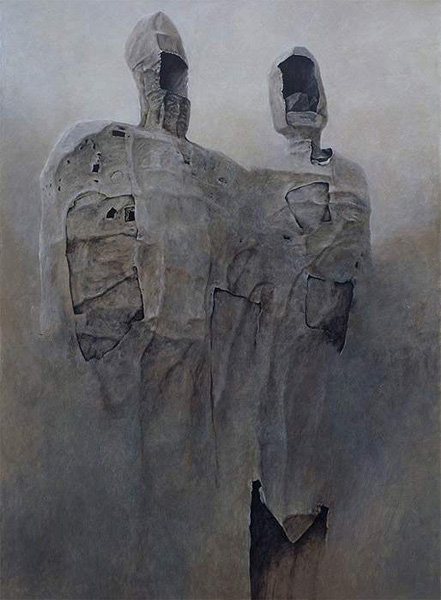
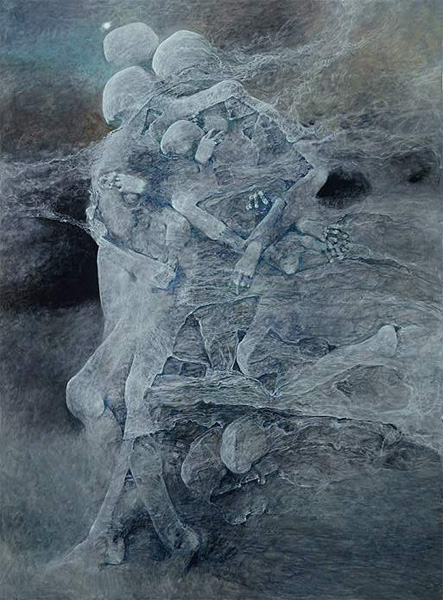
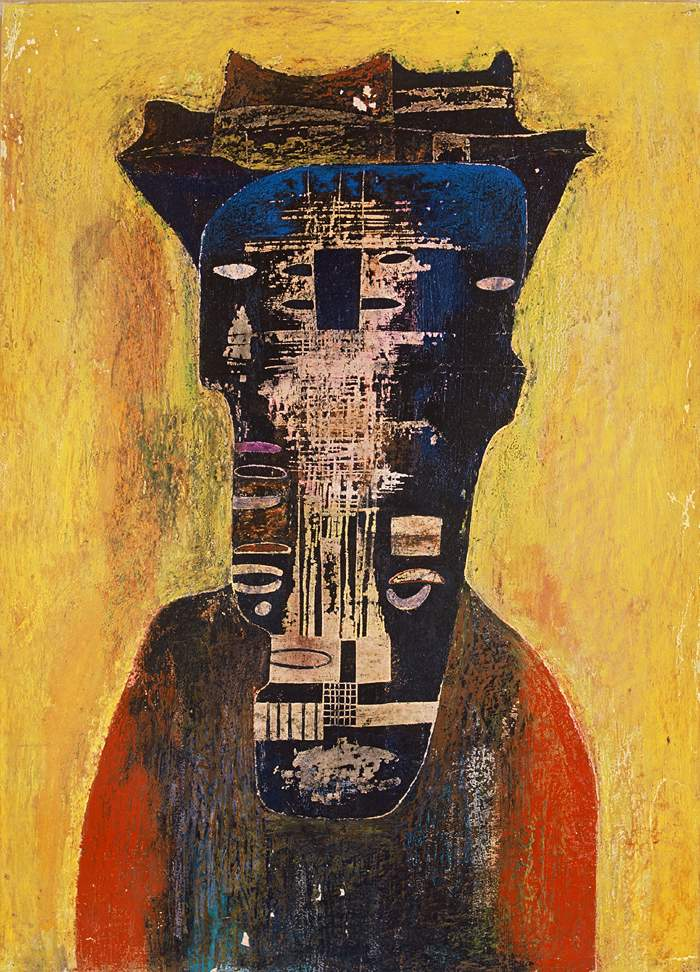
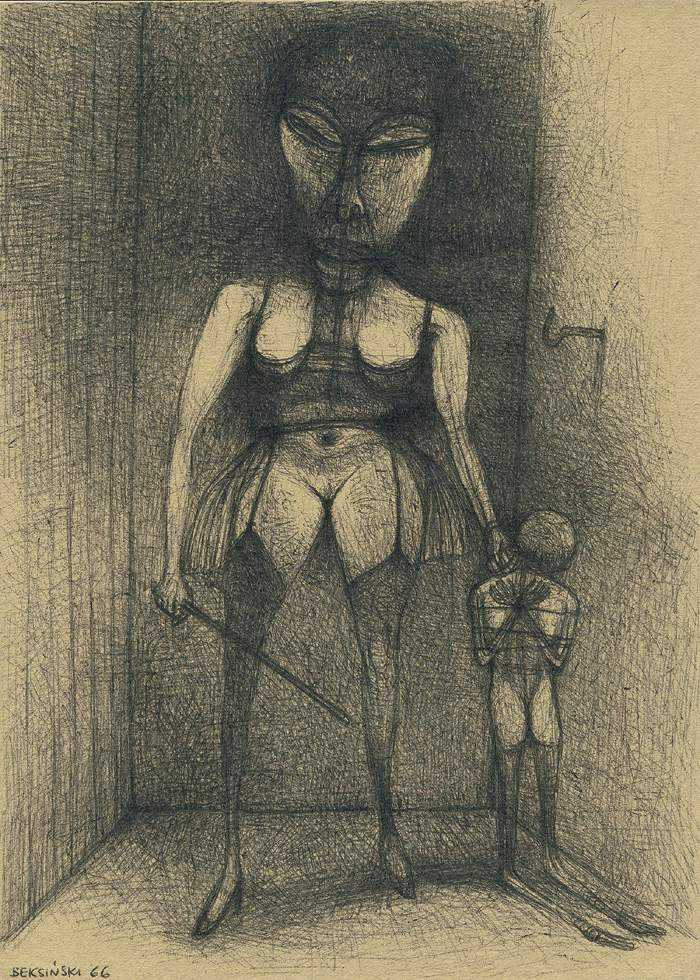
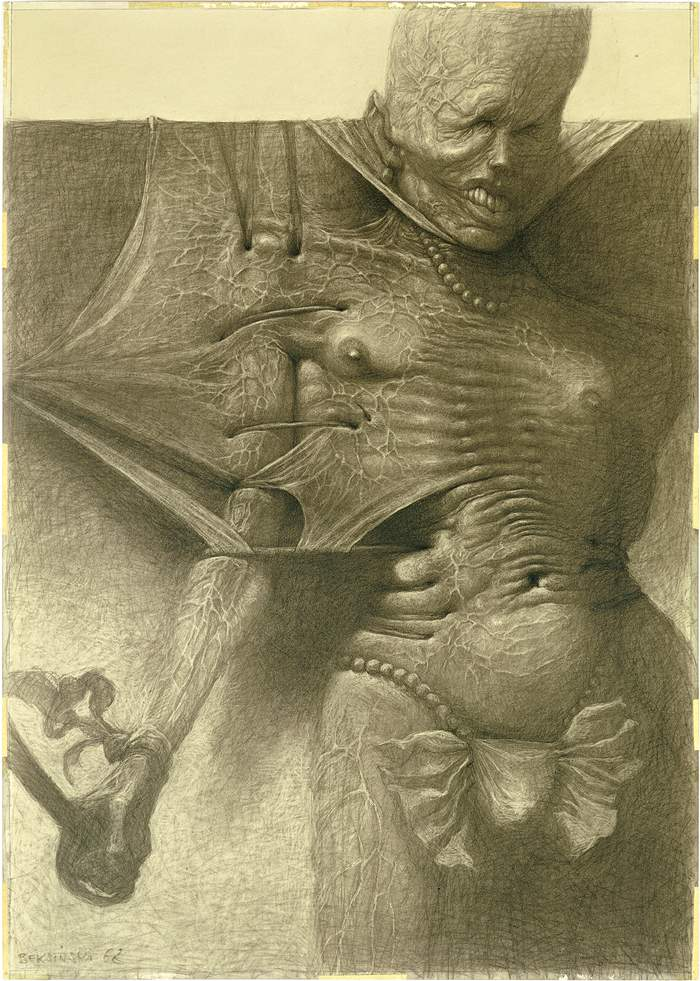
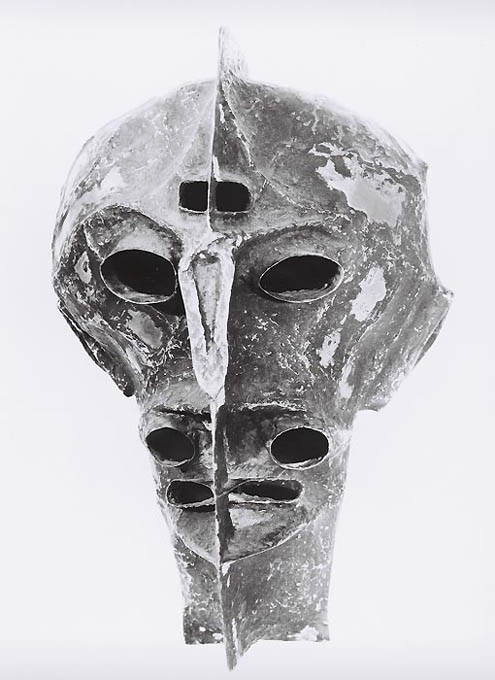
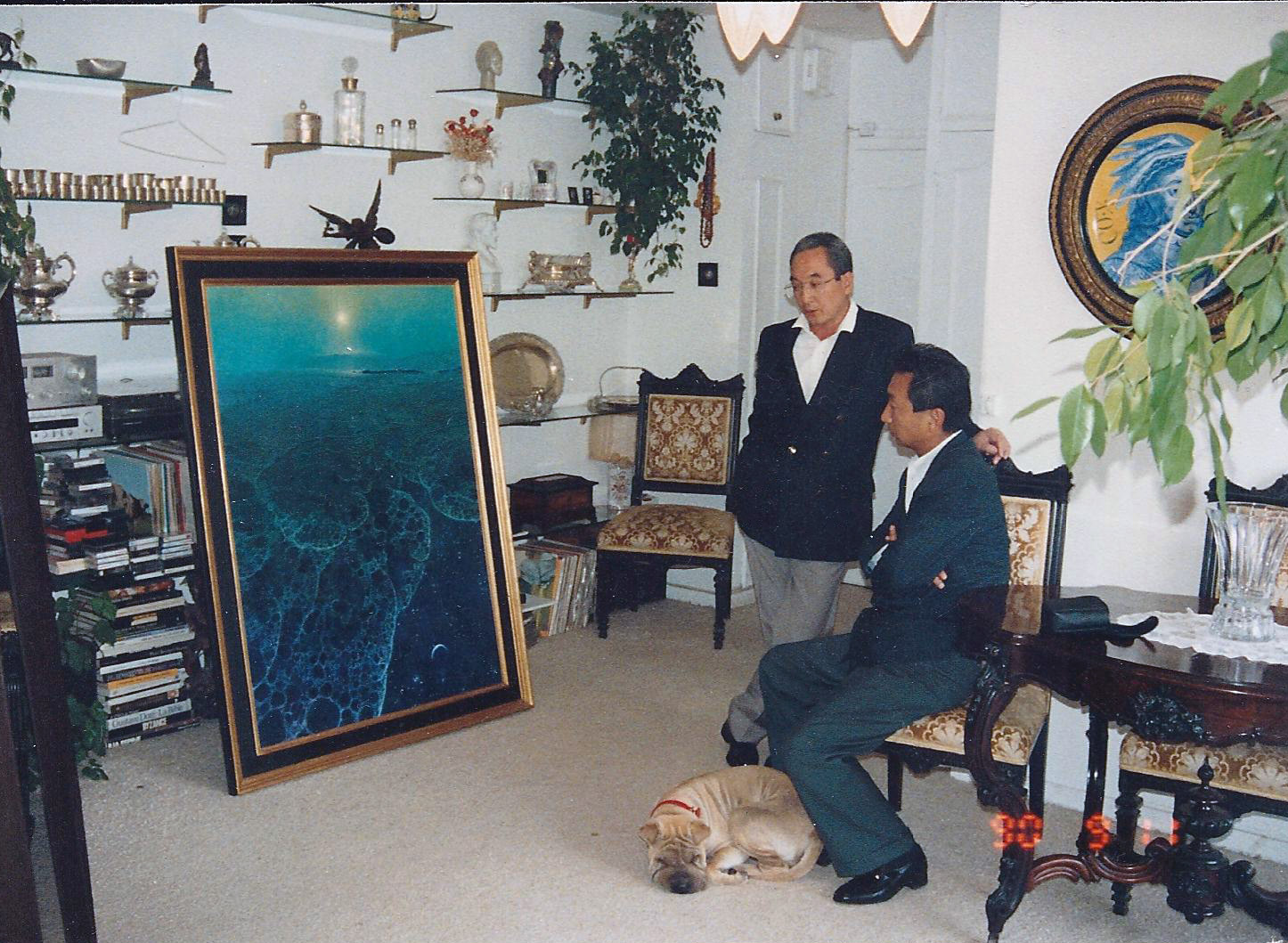
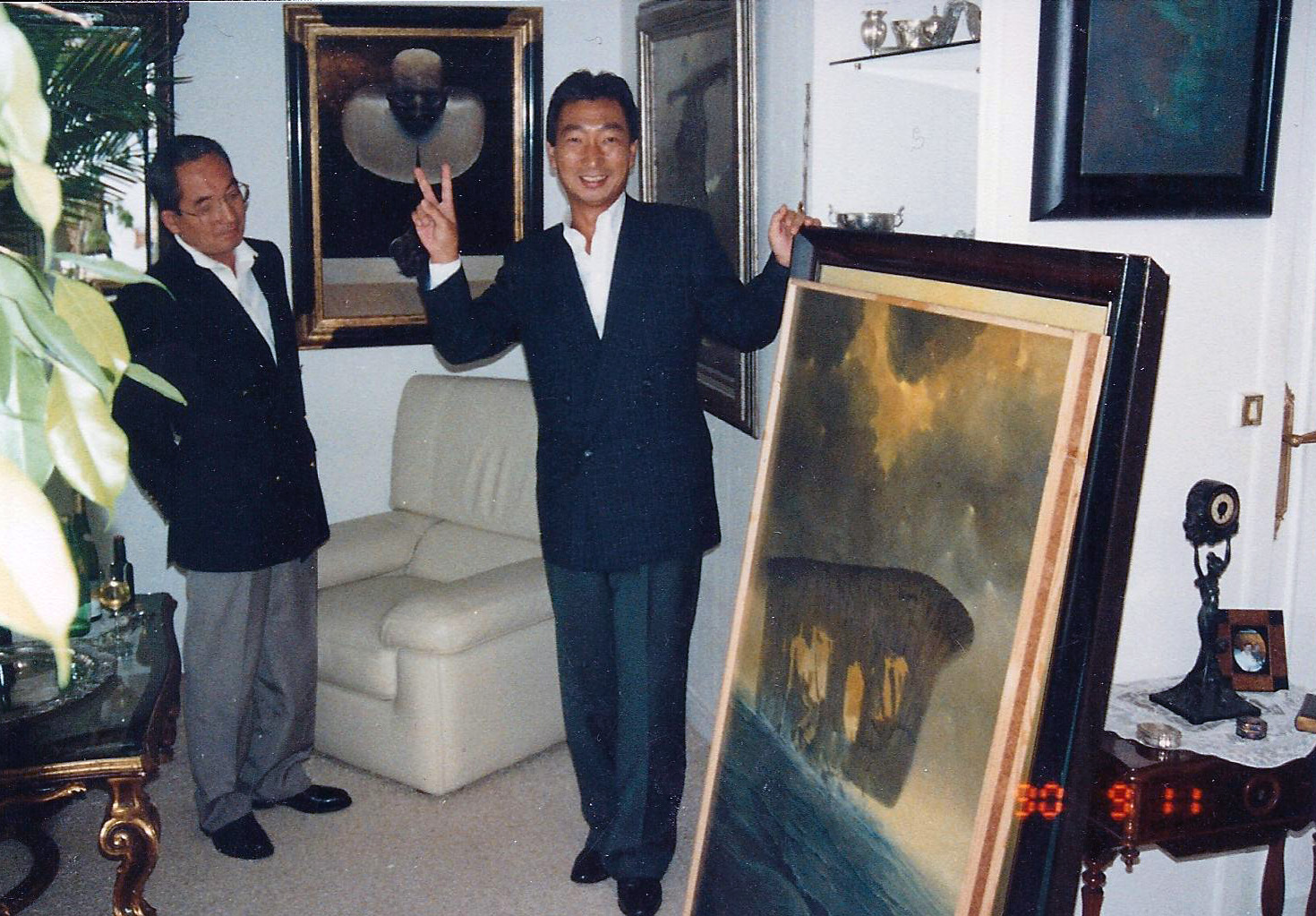

## エピソード
大半のベクシンスキー作品を所有管理し、現在のベクシンスキー公式ギャラリーホームページを主催する、ピョートル・ドモホフスキによると、日本でベクシンスキー画集が発売される前の1990年ごろ、ドモホフスキから59点にのぼるベクシンスキー作品を購入した日本人（複数の男女で美術関係者ではなかったという）がいた。購入者は翌年、大阪府茨木市で「東欧美術館」をオープンしたが、やがて閉館してしまい、ドモホフスキから彼らへの連絡も取れなくなった。当時、美術館が作成した非売品のベクシンスキー作品目録（発行元：株式会社ファレヴァ和幸）が存在する。
その後、東欧美術館のベクシンスキー作品は、詳細な経緯は不明だが2018年に香港からポーランドのオークションハウスに持ち込まれ、画家の母国に戻った。日本コレクションを元にした展覧会がワルシャワにて2021年7月1日から9月4日に開催された。展覧会終了後はオークションに出品されている。

## 関連文献
- 『ベクシンスキー 1929－2005』 エディシオン・トレヴィル、河出書房新社（販売）、再訂版2016年、新装版2025年、ISBN 978-4-309-92291-1
  - 初版はトレヴィル、1997年、新版（復刻版） 同上、2005年、増補版2013年、
- 『ベクシンスキ作品集成 全3巻』 同上、2010年、新装版2017年、2019-2021年、ISBN 4309921671, 430992218X, 4309922252。新版2025年
- Cowan, J. (Ed.) 2006: The Fantastic Art of Beksinski – Zdzislaw Beksinski: 1929–2005, 3rd edn., Galerie Morpheus International, Las Vegas. ISBN 1-883398-38-X.
- Dmochowski, A. & P. 1991: Beksiński – Photographies, Dessins, Sculptures, Peintures, 2nd edn., API Publishing (Republic of Korea).
- Dmochowski, A. & P. 1991: Beksiński – Peintures et Dessins 1987–1991, 1st edn., API Publishing (Republic of Korea).
- Gazeta Wyborcza, an interview with Zdzisław Beksiński
- Kulakowska-Lis, J. (Ed.) 2005: Beksiński 1, 3rd edn.; with introduction by Tomasz Gryglewicz. Bosz Art, Poland. ISBN 83-87730-11-4.
- Kulakowska-Lis, J. (Ed.) 2005: Beksiński 2, 2nd edn.; with introduction by Wieslaw Banach. Bosz Art, Poland. ISBN 83-87730-42-4.